# Robert Burnett

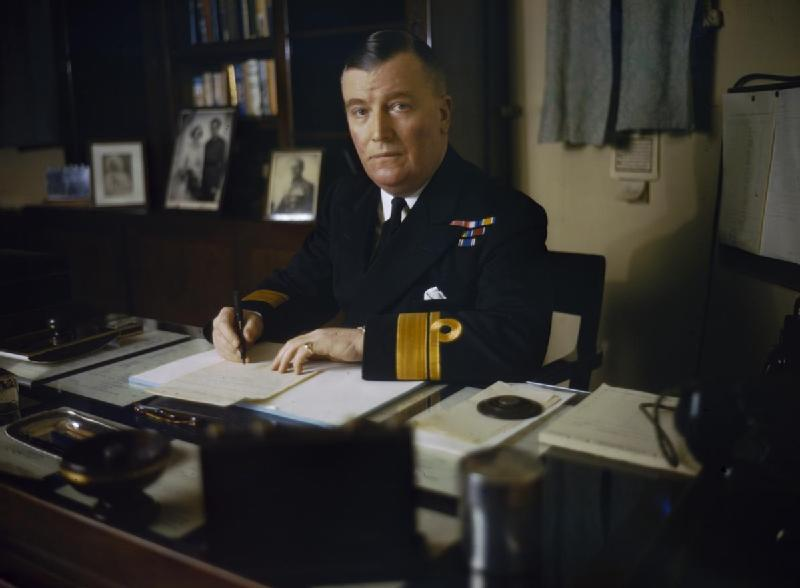
Admiral Sir Robert L Burnett, 1942

Robert Lindsay Burnett, född 22 juli 1887, död 2 juli 1959, var en brittisk sjömilitär.
Burnett inträdde vid flottan 1902, blev konteramiral 1940, viceamiral 1943 och adlades 1944. Han deltog i jagarstrider under första världskriget. Burnett var chef för Home Fleets jagarflottiljer, då han hösten 1942 energiskt försvarade den största konvoj som norr om Norge framfördes till Ryssland mot häftiga och ihållande tyska ubåts- och flyganfall, samt deltog med utmärkelse som chef för en kryssareskader i sänkningen av det tyska slagskeppet Scharnhorst i samma farvatten hösten 1943. 1944 blev han chef för de brittiska sjöstridskrafterna i södra Atlanten. Burnett var känd som en framstående idrottsman och var en tid ledare för den fysiska utbildningen vid brittiska flottan.